# 五稜郭地区
五稜郭地区（ごりょうかくちく）とは、北海道函館市にある繁華街である。

## 概要
函館段丘上の五稜郭の入口にあたる本町周辺が、市東部地区の人口急増を背景に商店の新築や改築があいつぎ、商店街として急成長、1969年（昭和44年）に十字街（末広町）より丸井今井函館店（株式会社函館丸井今井）が移転してきたことにより成立した繁華街である。よって本町地区（ほんちょうちく）とも呼ばれる。

### 年表
- 1913年（大正2年）6月29日 - 五稜郭停留場（現・五稜郭公園前停留場）開設[2]
- 1951年（昭和26年）7月1日 - 函館市交通局（現・函館市企業局交通部）宮前線が接続[2]
- 1969年（昭和44年） - 丸井今井函館店（株式会社函館丸井今井）開店

## 主な施設
- 道路
  - 北海道道83号函館南茅部線
  - 北海道道571号五稜郭公園線
- 交通
  - 函館市企業局交通部
    - 中央病院前停留場
    - 五稜郭公園前停留場
- 金融機関等
  - 北洋銀行五稜郭公園前支店
  - 函館本町郵便局
- メディア
  - 北海道新聞函館支社
  - 北海道放送函館放送局
  - 北海道文化放送函館支社
  - 北海道テレビ放送函館支社
- 商業施設・娯楽施設
  - 丸井今井函館店
  - シエスタハコダテ
    - 無印良品シエスタハコダテ

  - シネマアイリス
- 医療機関
  - 函館五稜郭病院
  - 函館中央病院

### かつてあった主な施設
- 交通
  - 函館市交通局
    - 梁川車庫
    - 西武テーオー前停留場
    - 梁川町停留場
- 商業施設・娯楽施設
  - グルメシティ五稜郭店
  - テーオーデパート本店
  - 西武函館店